# Kristian Levring
Kristian Levring (* 9. Mai 1957 in Kopenhagen) ist ein dänischer Regisseur und Drehbuchautor. Neben Lars von Trier, Søren Kragh-Jacobsen und Thomas Vinterberg gehörte Kristian Levring 1995 zu den Unterzeichnern des Dogma-95-Manifests. 
2008 wurde die Dogma-Bewegung mit dem Europäischen Filmpreis in der Kategorie „Beste europäische Leistung im Weltkino“ bedacht.

## Leben
Kristian Levring absolvierte ein Studium an der National Filmschool of Denmark. Nach dem Studium arbeitete er mehrere Jahre sowohl als Dokumentarfilmer als auch als Editor dänischer Dokumentar- und Spielfilme.
1986 drehte er mit dem Science-Fiction-Film Et skud fra hjertet (Shot from the Heart) seinen ersten Spielfilm.

## Filmografie (Auswahl)
- 1986: Et skud fra hjertet
- 2000: D-dag
- 2000: D-dag – Carl
- 2000: The King Is Alive
- 2001: D-dag – Den færdige film
- 2002: The Intended
- 2008: Wen du fürchtest (Den du frygter)
- 2014: The Salvation – Spur der Vergeltung (The Salvation)